# Union Bourbourg Grande Synthe
El Union Bourbourg Grande Synthe es un equipo de baloncesto francés con sede en la ciudad de Coudekerque-Branche, que compite en la NM2, la cuarta competición de su país, tras subir de la NM3. Disputa sus partidos en la Salle Debussy Jaures.